# Honey Hunt
Honey Hunt (ハニーハント, Haniihanto) és un manga shōjo de Miki Aihara, i originalment publicat en Japó per Shogakukan. La sèrie començà la seua serialització en la revista de manga Cheese! el desembre del 2006, amb el primer tankoban lliura el 26 de juny del 2007, i l'últim (volum 4) el 26 de novembre del 2008.